# École de design et haute école d’art du Valais
Die École de design et haute école d’art du Valais (EDHEA), gelegentlich auch als Schule für Gestaltung und Hochschule für Kunst Wallis bezeichnet, ist eine Kunst- und Designschule im schweizerischen Sierre. Sie vereint eine berufliche Ausbildung in Grafikdesign mit einer Hochschule für bildende Kunst auf Tertiärstufe. Die EDHEA ist Teil der Fachhochschule Westschweiz HES-SO.

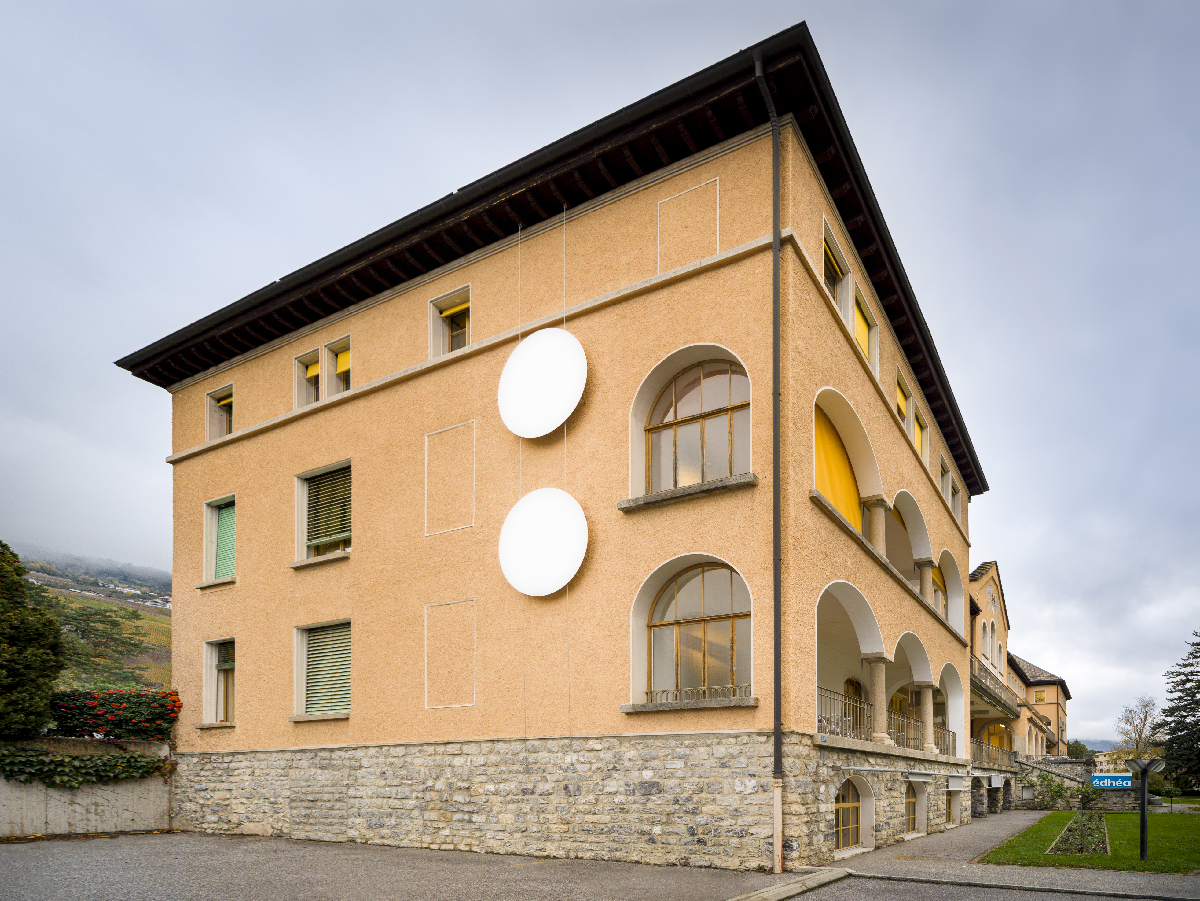
Hauptgebäude der EDHEA in Sierre

## Geschichte
Die Schule wurde 1949 vom Maler Fred Fay gegründet, zunächst als École cantonale des Beaux-Arts. Nach Stationen in Saxon und Sitten zog sie 1997 in das renovierte ehemalige Spital von Sierre um und wurde in École cantonale d’art du Valais (ECAV) umbenannt. 2004 wurde der Masterstudiengang Master of Arts in Public Spheres (MAPS) ins Leben gerufen.
Im Jahr 2019 feierte die Schule ihr 70-jähriges Bestehen, wurde in EDHEA umbenannt und vollständig in die HES-SO Valais-Wallis integriert.

## Studienangebot
- Bachelor in Bildender Kunst: dreijähriges Studium mit experimentellem, transdisziplinärem Ansatz.
- Master of Arts in Public Spheres (MAPS + S) + Sound: zweijähriger Master mit Fokus auf Kunst im öffentlichen Raum und Sound.
- Berufsausbildung Grafiker/in EFZ mit Berufsmaturität: vierjähriger Doppelabschluss.
- Propädeutikum Kunst & Design, Fachmaturität und Maturität post-CFC: verschiedene Vorbereitungskurse.
- Weiterbildung: Offene Kurse für die interessierte Öffentlichkeit.[3]

## Leitung
Seit 2018 ist der Kurator und Kunstvermittler Jean-Paul Felley Direktor der EDHEA.